# Tratado de Lyon (1501)
El tratado de Lyon de agosto de 1501 fue un acuerdo matrimonial por el cual se concertaba la futura boda entre la hija de los reyes de Francia Luis XII y Ana de Bretaña, Claudia, con el hijo de los duques de Borgoña Felipe el Hermoso y Juana I de Castilla, Carlos. En la fecha de la firma del tratado ambos contrayentes tenían aproximadamente un año de edad.  
Según las condiciones del acuerdo, la novia recibiría una dote de 300.000 escudos y algunas plazas (sin definir exactamente en el tratado) en Henao.
El tratado matrimonial sería ratificado dos meses después en el tratado de Trento por el padre de Felipe el Hermoso, Maximiliano I, y en 1504 por el tratado de Blois, aunque finalmente no llegaría a llevarse a cabo: en 1506 los Estados Generales de Francia consiguieron de Luis XII la anulación del compromiso.  Claudia se casaría en 1514 con Francisco de Valois, y Carlos en 1526 con Isabel de Portugal.